# Giennadij Kisielow
Giennadij Aleksiejewicz Kisielow (ros. Геннадий Алексеевич Киселёв, ur. 12 września 1916) – radziecki dyplomata, działacz partyjny.
Członek WKP(b), 1952 II sekretarz Komitetu Obwodowego WKP(b)/KPZR we Włodzimierzu, 1955-1958 radca Ambasady ZSRR w Polsce, 1958-1960 radca-pełnomocnik Ambasady ZSRR w Polsce. W 1959 chargé d'affaires ZSRR w Polsce, 1960-1965 pracownik centrali Ministerstwa Spraw Zagranicznych ZSRR, od 22 grudnia 1965 do 24 września 1968 ambasador nadzwyczajny i pełnomocny ZSRR w Szwajcarii.